# Lamteube Mon Ara
Lamteube Mon Ara is een bestuurslaag in het regentschap Aceh Besar van de provincie Atjeh, Indonesië. Lamteube Mon Ara telt 191 inwoners (volkstelling 2010).